# Gonarthrus mutabilis
Gonarthrus mutabilis är en tvåvingeart som beskrevs av Wray Merrill Bowden 1964. Gonarthrus mutabilis ingår i släktet Gonarthrus och familjen svävflugor.
Artens utbredningsområde är Ghana. Inga underarter finns listade i Catalogue of Life.